# Manaka Matsukubo
Manaka Matsukubo (松窪 真心 Matsukubo Manaka?, Prefectura de Kagoshima, 28 de julio de 2004) es una jugadora profesional de fútbol japonesa que juega como centrocampista del North Carolina Courage en la National Women's Soccer League (NWSL). Jugó para la selección emenina de fútbol sub-20 de Japón y fue una parte integral del equipo que llegó a la final de la Copa Mundial Femenina de Fútbol Sub-20 de 2022.  Hizo historia en la NWSL cuando se convirtió en la jugadora más joven en comenzar la NWSL Challenge Cup 2023 y la jugadora más joven en anotar en la Challenge Cup.

## Carrera de clubes

### Mynavi Sendai
Matsukubo hizo su debut profesional con el Mynavi Sendai de la WE League el 5 de marzo de 2023 y jugó 1.075 minutos a lo largo de la temporada. Ayudó al equipo a terminar en cuarto lugar en su primer año como profesional, anotando cuatro goles y sumando una asistencia.

#### North Carolina Courage (préstamo)
El 27 de julio de 2023, North Carolina Courage adquirió Matsukubo en préstamo de Mynavi Sendai hasta junio de 2024. Hizo su primera aparición en la NWSL el 27 de agosto de 2023. Con Courage, Matsukubo se convirtió en el jugador más joven en iniciar un partido en la NWSL Challenge Cup y el más joven en anotar. En la final de la Challenge Cup contra Racing Louisville, fue nombrada MVP después de anotar con una volea de un pase de Tess Boade en el minuto 54, elevando al Courage al marcador final de 2-0.
Matsukubo anotó su primer gol en la temporada regular la semana siguiente en la derrota por 2-1 ante el Orlando Pride. En el último partido de la temporada regular del Courage, Matsukubo tuvo una asistencia (un centro convertido por Tyler Lussi) en la victoria del Courage por 1-0 contra el Washington Spirit que aseguró su lugar en los playoffs.

## Carrera internacional
Matsukubo jugó para la selección de Japón en la Copa Mundial Femenina Sub-20 de la FIFA en Costa Rica 2022 y en Colombia 2024, siendo parte del equipo subcampeón esta última edición.